# Plüssmackó
A plüssmackó vagy játékmackó egy szövetből készült, kitömött játék, mely egy barátságos medvét testesít meg. A plüssmackó angol elnevezését, a teddy bear-t (teddy maci) Theodore Rooseveltről kapta, aki egy vadászat alkalmával nem volt hajlandó lelőni egy fához kötött medvebocsot.
A plüssmackók mára klasszikus gyermekjátékká váltak, néhány régebbi darabjuk azonban vagyonokat is érhet a komoly gyűjtők számára. Érdekes kettősség, hogy míg a plüssmaci egy aranyos és közkedvelt „teremtmény”, addig a mintájául szolgáló, vadonban élő igazi medvék igen veszélyesek lehetnek az ember számára.

## A játék története

### A korai évek

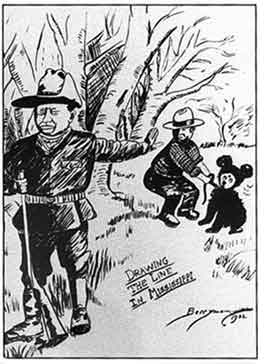
Clifford K. Berryman karikatúrája

A plüssmackó világhódító útja a 20. század elején kezdődött. 1902-ben Margarete Steiff játékkészítő műhelyében megalkotta az első mackót, mely a nem túl hangzatos „55 PB” modellnevet kapta (55 cm magas, P:plüss, B:mozgatható). Richard Steiff nagynénje mackóját próbaként New Yorkban próbálta értékesíteni, kevés sikerrel.
Nagyjából ugyanebben az időben került a piacra az Amerikai Egyesült Államokban egy hasonló medve, melynek alapjául Clifford K. Berryman egyik karikatúrája szolgált. A The Washington Post 1902. november 16-i számában megjelent cikk Theodore Roosevelt (becenevén Teddy) egyik vadászatáról írt, melyen az elnök nem volt hajlandó lelőni egy fogságba ejtett fekete medve bocsot, csak azért hogy sajtófotók készülhessenek az eseményről. Ennek hatására készítette el egy orosz bevándorló, Morris Michtom Teddy’s bear-t, vagyis Teddy mackóját, melyet dekorációnak szánt édesség és írószer boltjának kirakatába, Brooklynban. A maci olyan sikeres lett, hogy Michtom nemsokára felhagyott az édességek árusításával és megalapította az Ideal Novelty and Toy Company-t.
Steiff az 1903-as lipcsei játékkiállításon újból megpróbálta értékesíteni az 55 PB modellt. Nem sokkal a vásár vége előtt egy amerikai, Hermann Berg megvette az összes, mintegy 100 darab kiállított mackót és további 3 000 darabot rendelt. Egy évvel később az 1904-es St. Louis-i Világkiállításon mintegy 12 000 darab mackó talált gazdára.

### Mackóőrület

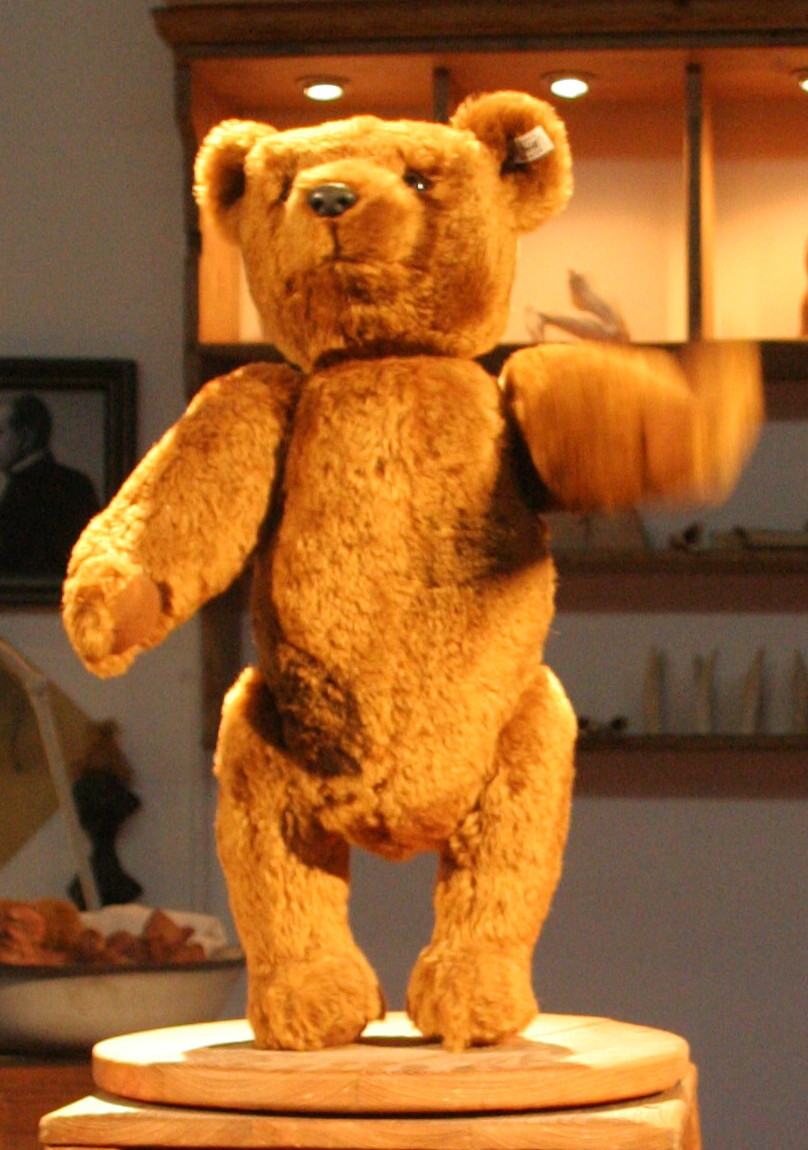
A Steiff 55 PB modelljének másolata

1906-ra az Egyesült Államokban valóságos mackó-őrület tört ki. Még Roosevelt is mackót választott kabalaállatként, mikor újraválasztásáért kampányolt. Seymour Eaton több gyermekkönyvet is írt, mely Roosevelt medvéjének kalandjairól szólt. John Walter Bratton zeneszerző megírta a The Teddy Bear Two Step-et, amiből később a The Teddy Bear's Picnic című dal született.
A gyárak eközben ontották magukból a különféle színű és méretű mackókat. Az első plüssmackós hirdetés 1906 októberében jelent meg a Playthings magazinban. Steiff a Teddy név sikere miatt szintén átvette a nevet.
Angliában a The J. K. Farnell & Co. kezdte meg a mackók gyártását. A kis Christopher Robin Milne is egy Farnell macit kapott első születésnapjára 1921-ben. Öt év múlva megjelent édesapja, Alan Alexander Milne Micimackó kötete, melyben fia, Christopher kalandjait írta le
plüssállataival.

## Híres plüssmackók
- Micimackó (Alan Alexander Milne regényhőse)
- Füles Mackó (lengyel mesekönyv- és bábfilmsorozat főhőse)
- Benjámin maci titkos világa (angol rajzfilm, eredeti cím: The Secret World of Benjamin Bear)

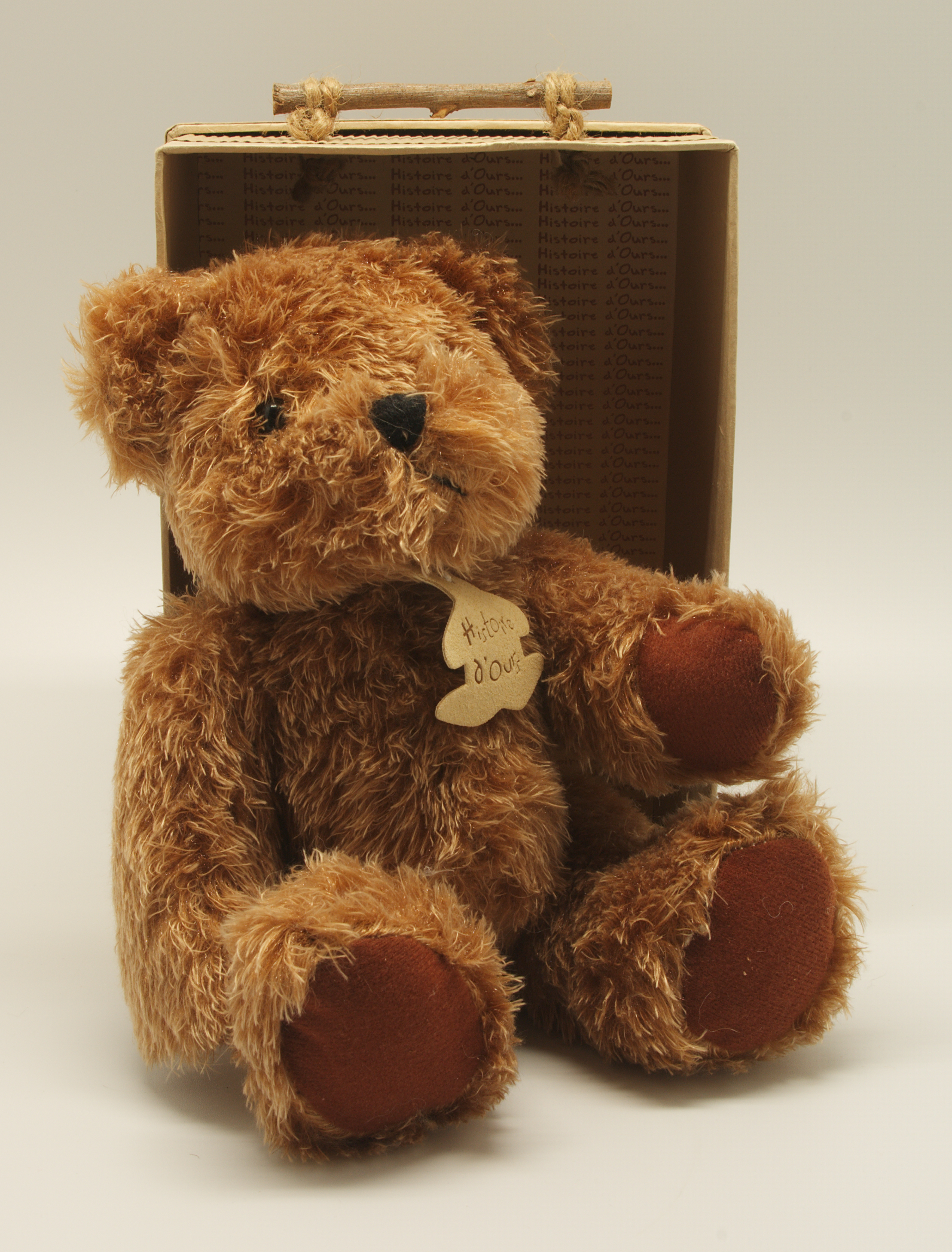
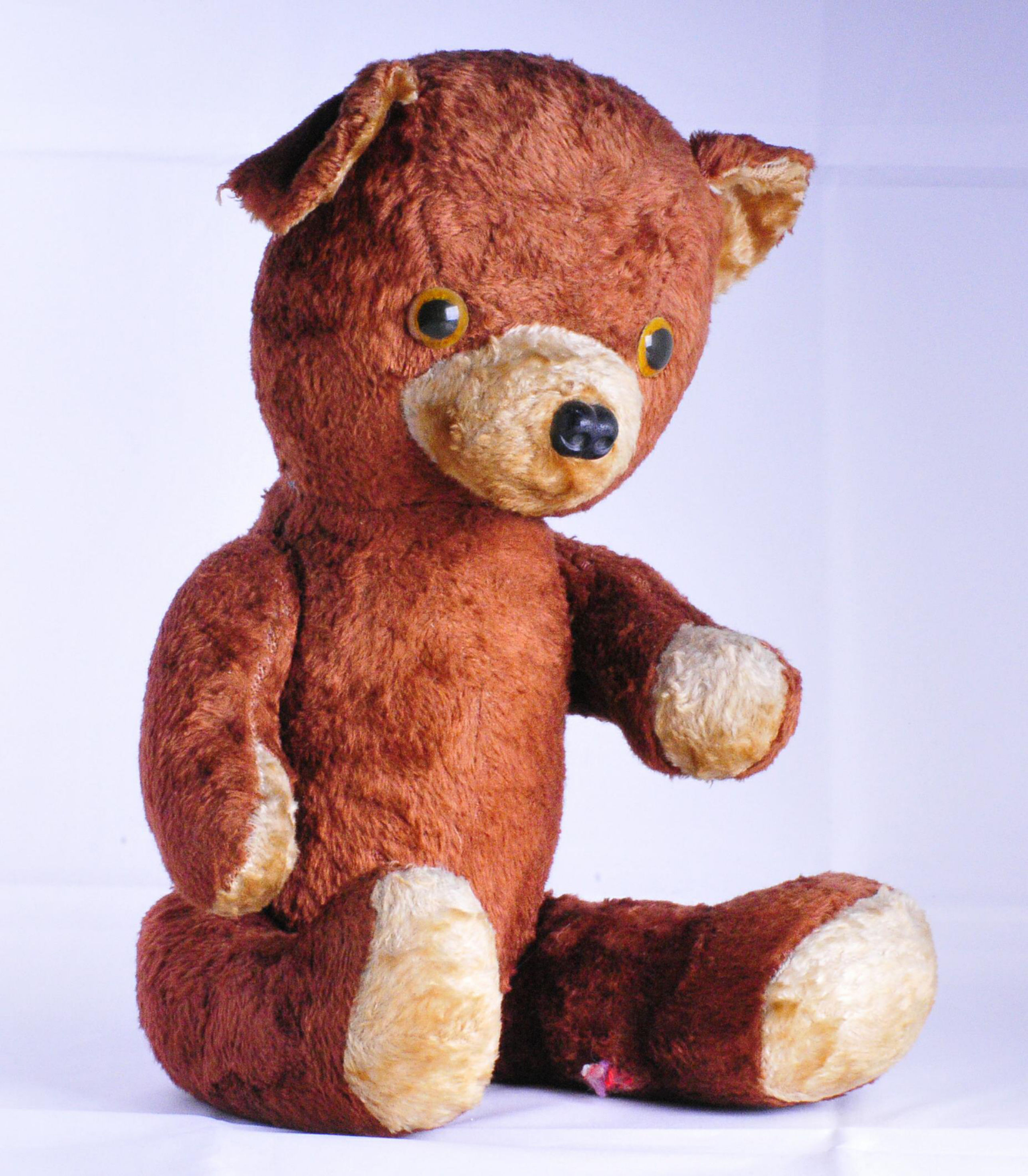
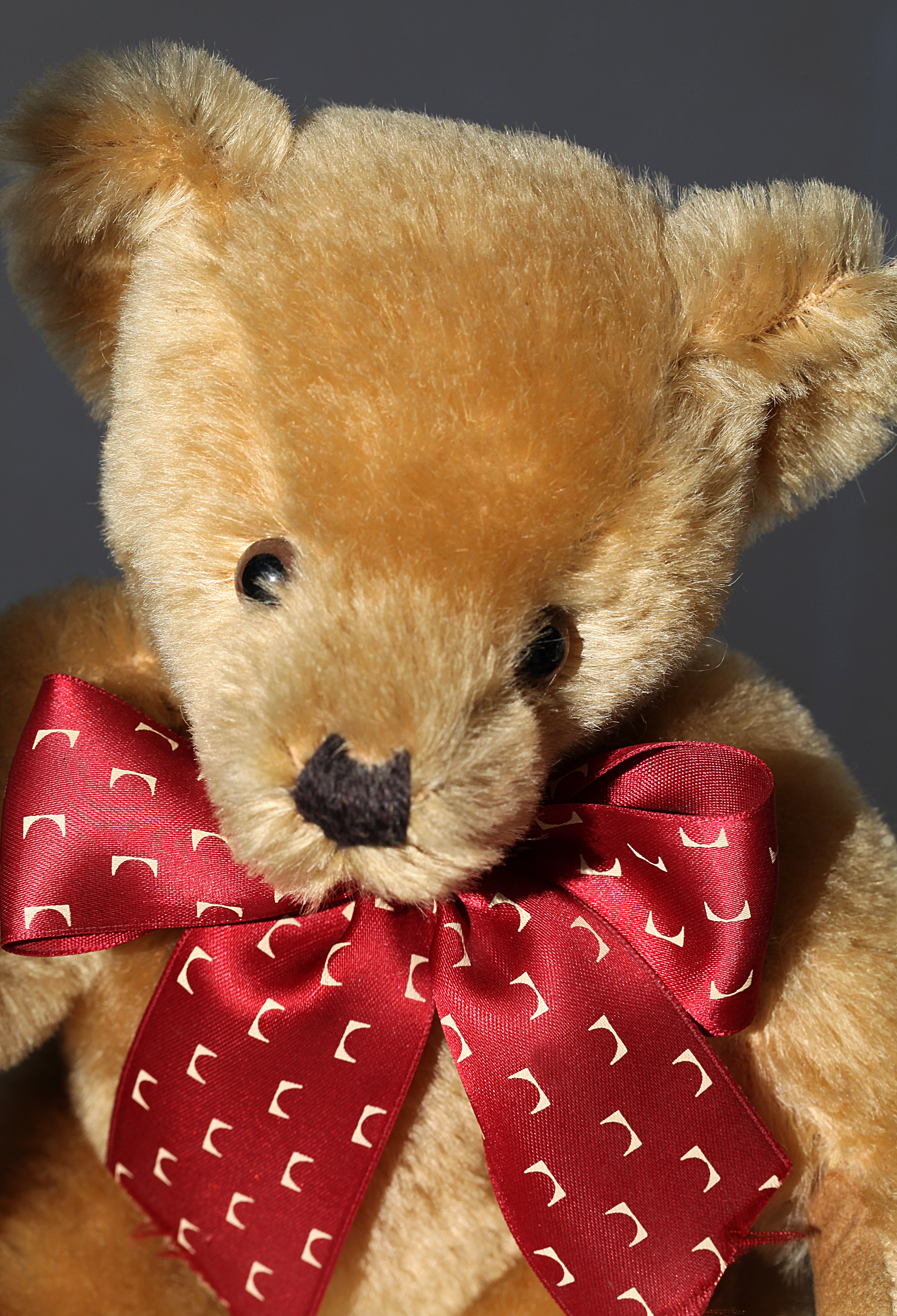
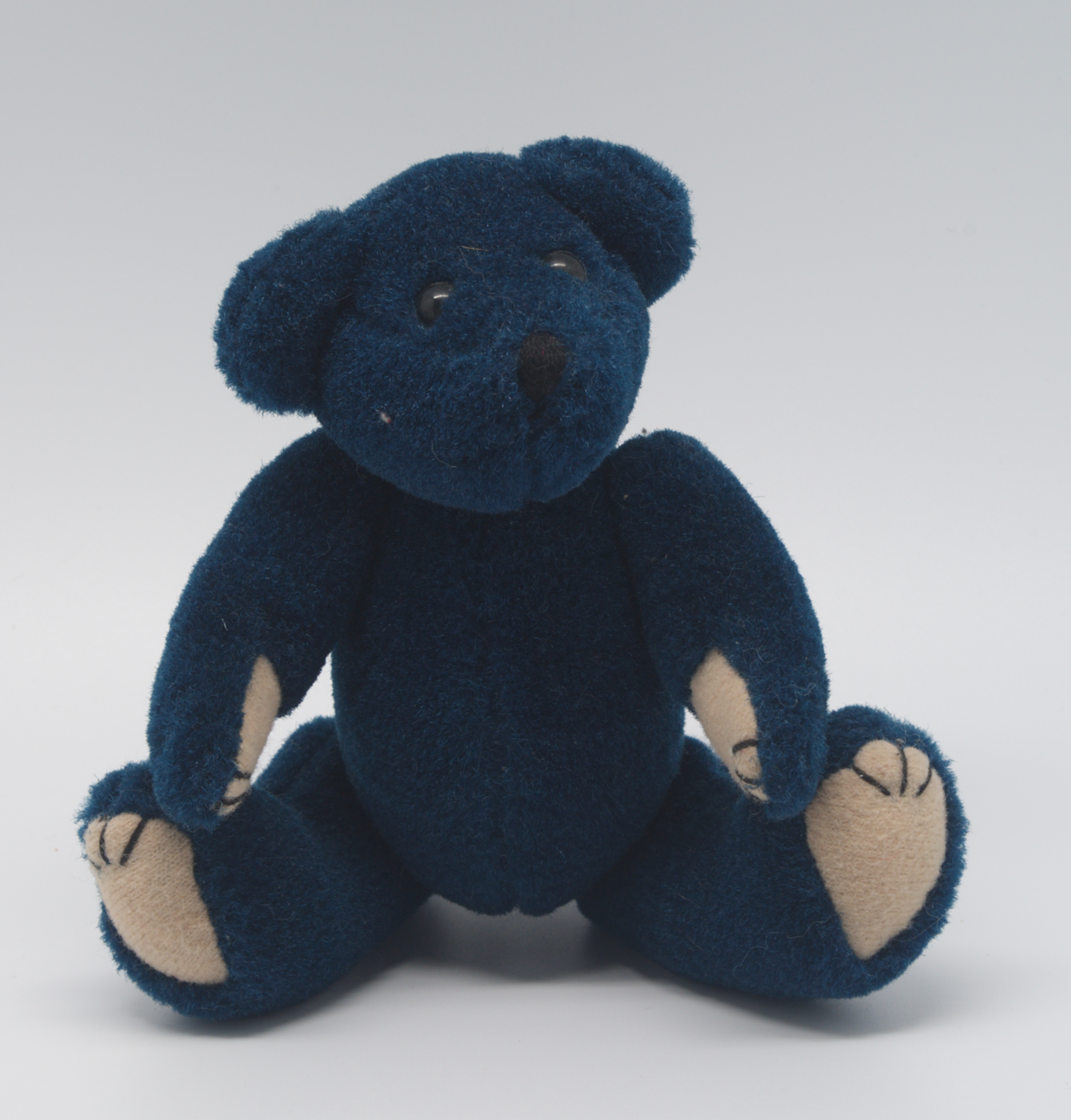
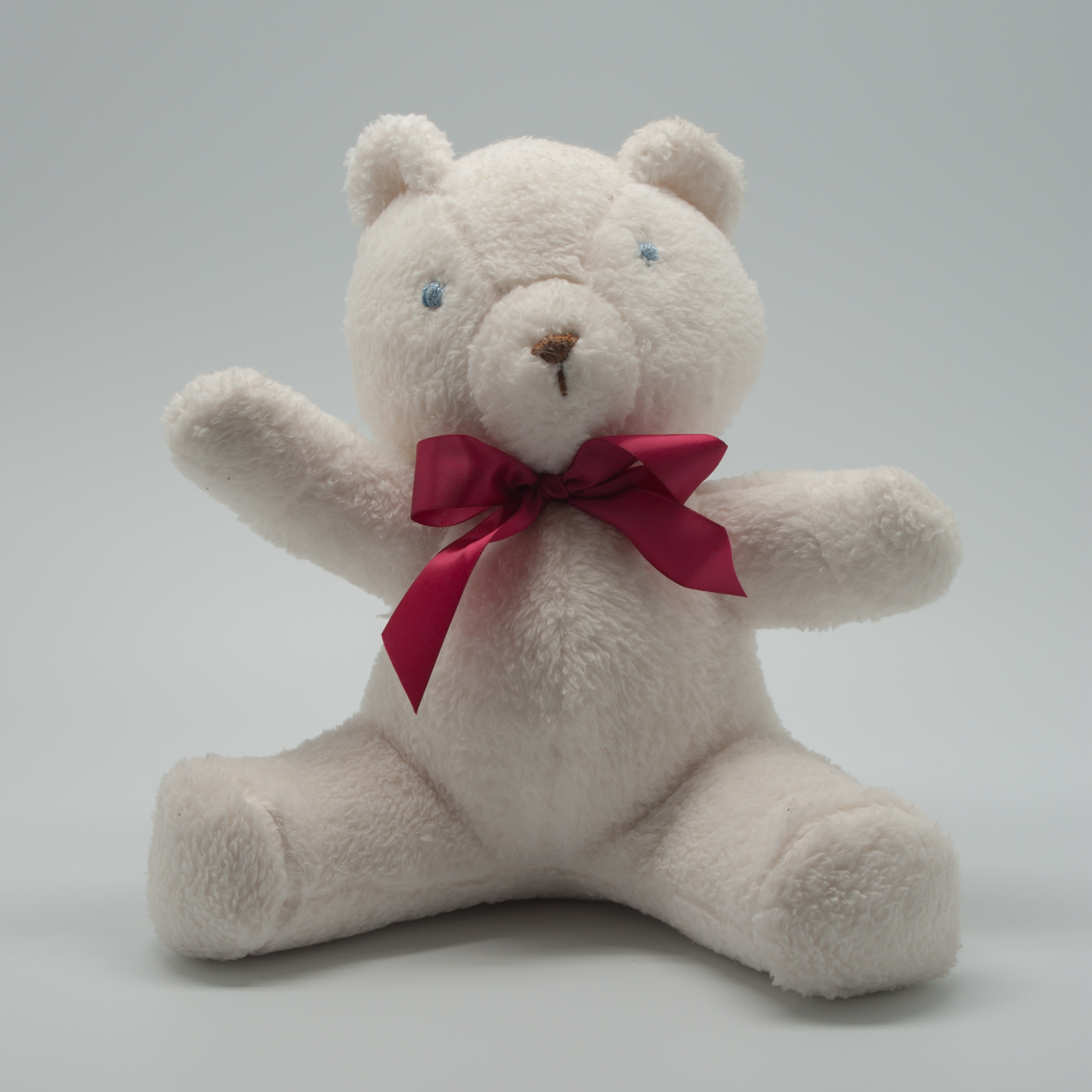
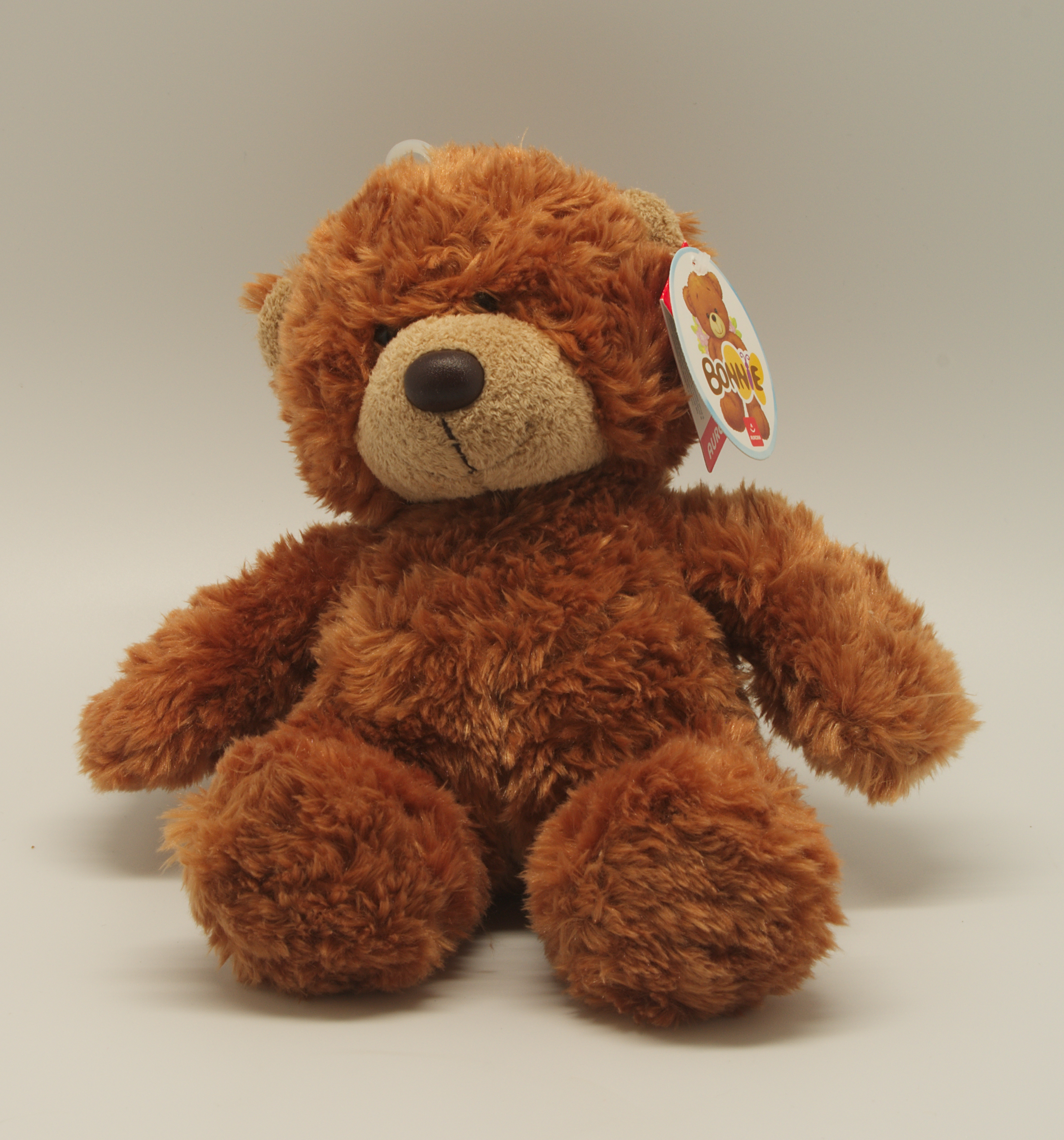
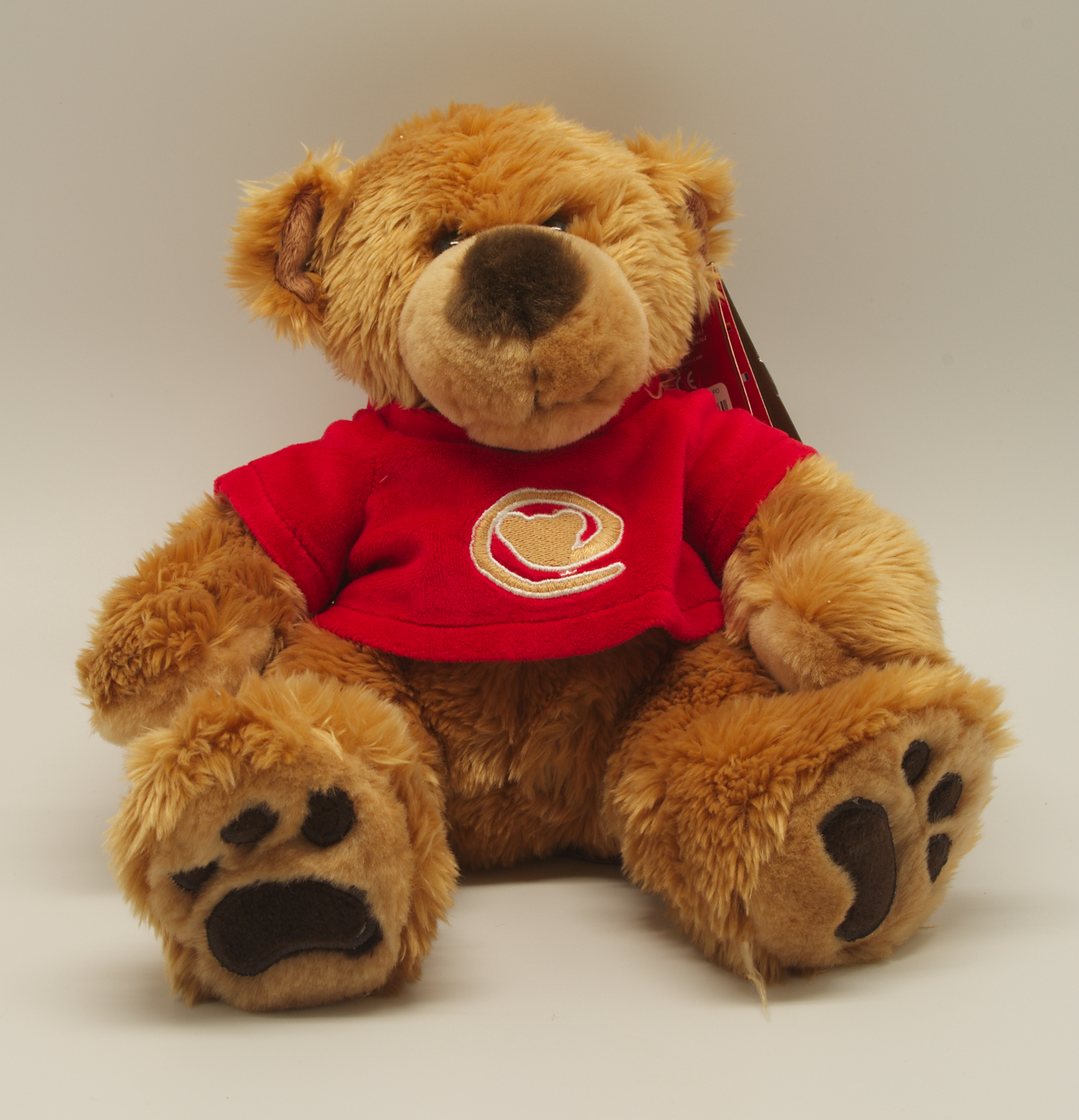
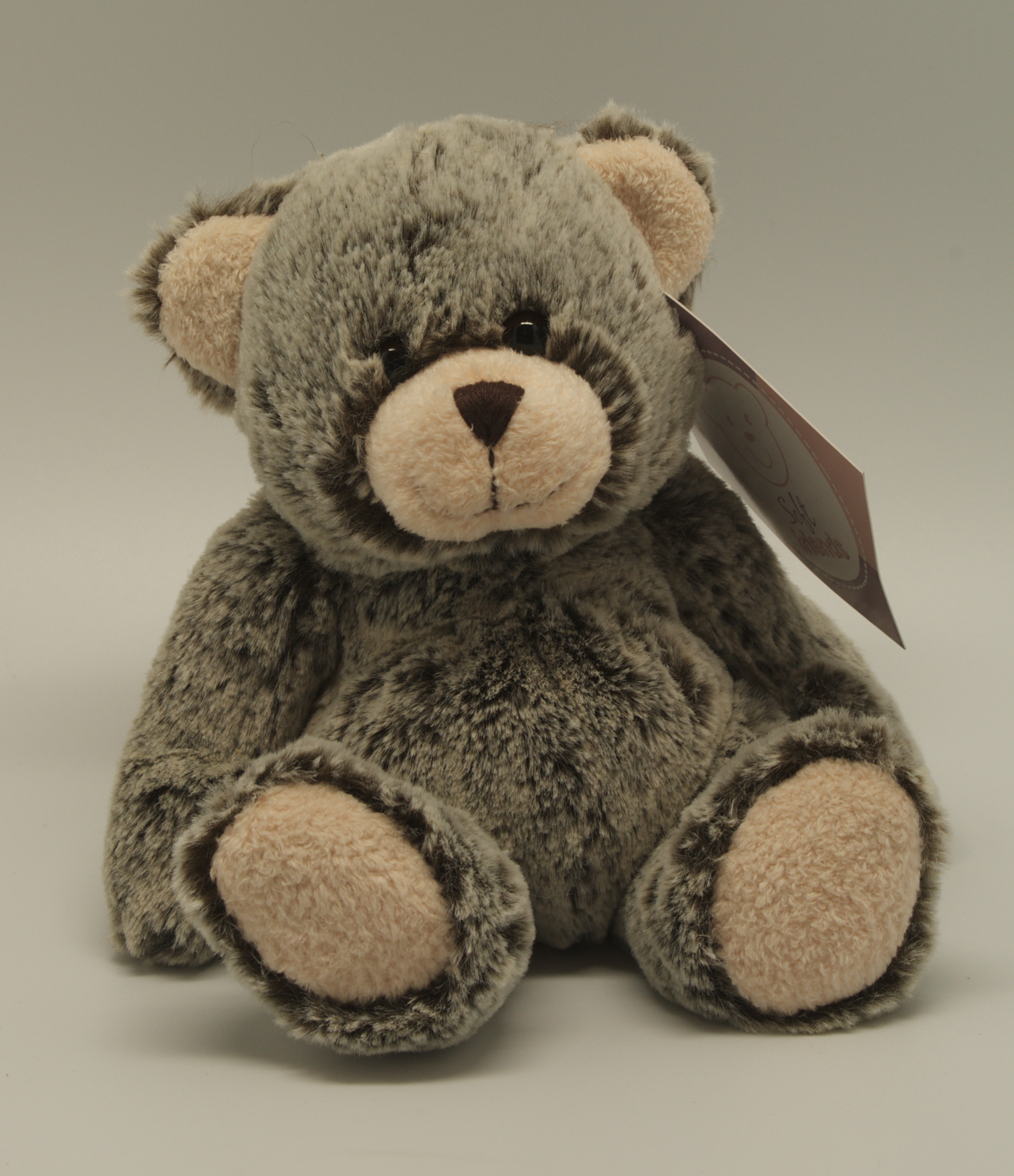
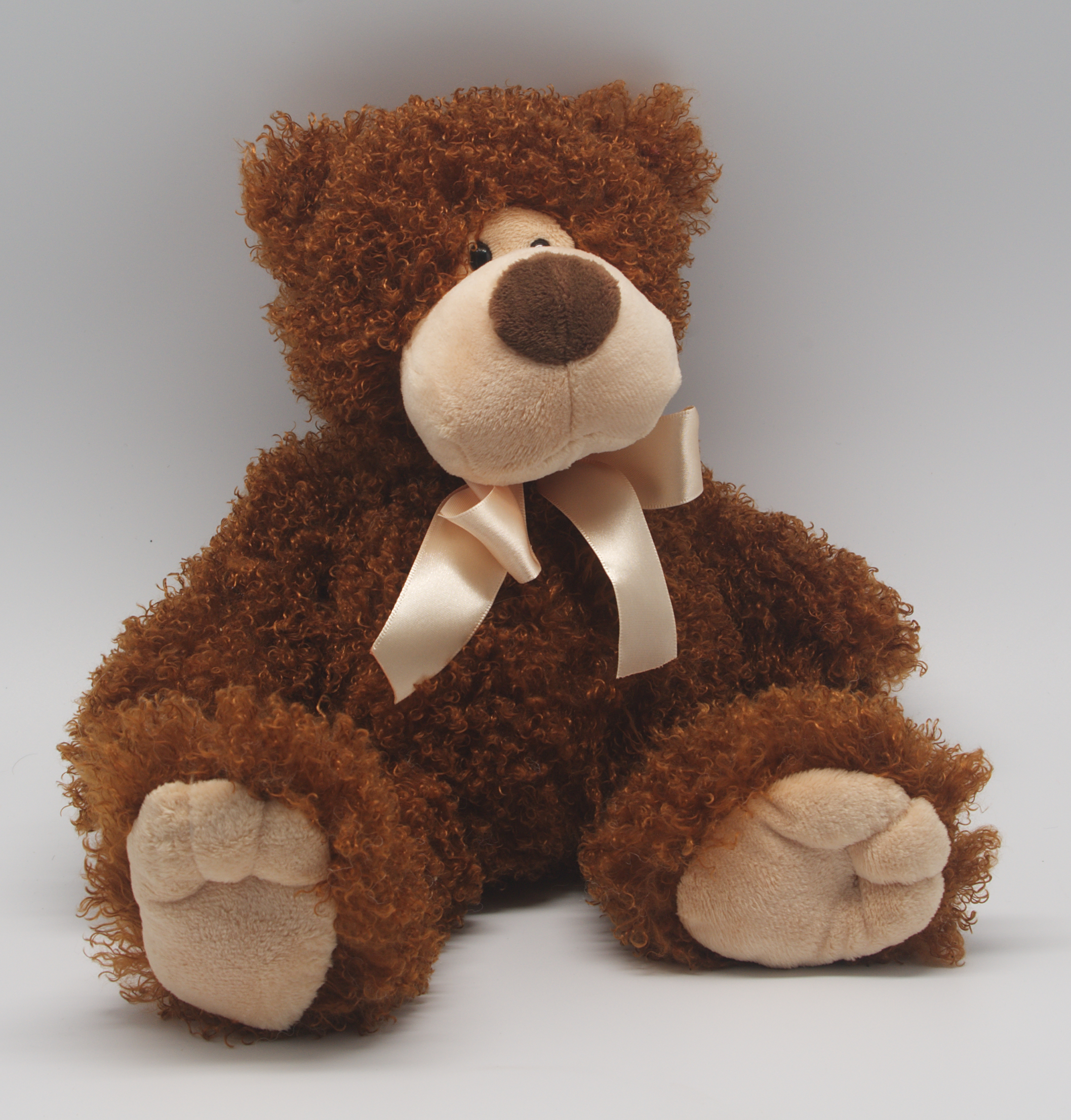